# Период Яёй
Период Яёй  (яп. 弥生時代 яёи дзидай) — эпоха в истории Японии (300 год до н. э. — 300 год н. э.). Особенностями периода являются значительный рост населения и сельскохозяйственная революция, связанная с появлением на Японском архипелаге заливного рисосеяния и начала использования металлов, социальной дифференциации и возникновением первых протогосударственных образований.

## Происхождение названия

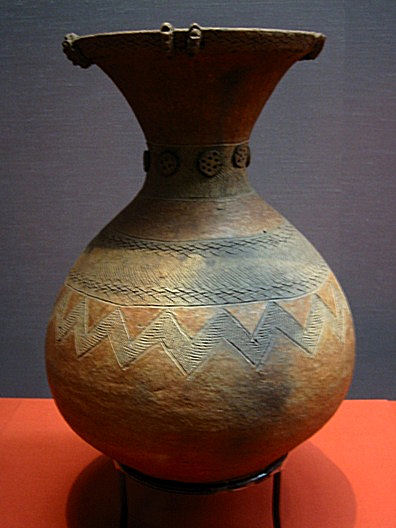
Глиняная посуда периода Яёй (первая половина 3 ст.), стоянка Кугахара, Токио

«Яёй» — название населённого пункта вблизи Токио (совр. специальный район Бункё префектуры Токио), где в 1884 году во время раскопок были найдены керамические изделия нового стиля, отличного от дзёмонского. В ходе последующих раскопок в начале XX века подобная керамика была найдена почти по всей Японии. Её датировка дала основания учёным утверждать о переходе Японского архипелага от периода Дзёмон к новой исторической эпохе, которую назвали в честь первой стоянки Яёй, где и были найдены артефакты нового периода. Археологическая культура данного периода также получила название «культуры Яёй».

## Периодизация
Традиционная историография считает началом эпохи Яёй III век до н. э., а концом — III век н. э. Её периодизация базируется на датировке и классификации керамических изделий данного временного отрезка. Он делится на три стадии — раннюю (III—I в. до н. э.), среднюю (I в. до н. э. — I в. по н. э.) и позднюю (I—III в. н. э.).
Однако ряд современных японских исследователей из Национального музея истории и этнографии указывают на вероятность начала периода Яёй 500 годами раньше — в IX веке до н. э. Как доказательства приводятся данные передатировки самой старой керамики «культуры Яёй» старым радиоуглеродным методом и новым методом АСМ (ускорительная масс-спектрометрия).
|               |                 |              |
| Бронзовый меч | Бронзовое копьё | Бронзовое гэ |

## Общие черты

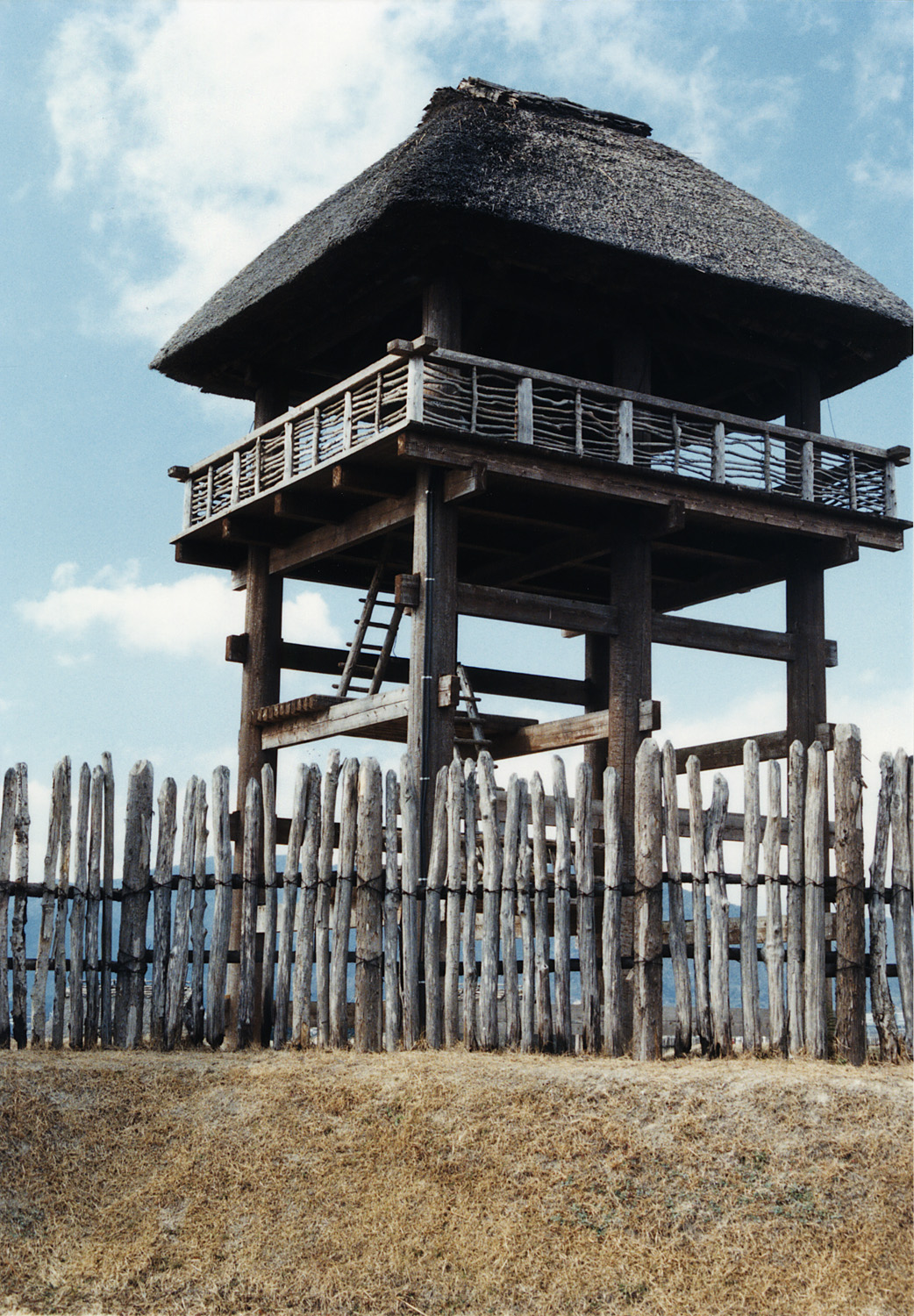
Наблюдательная вышка городища Ёсиногари периода Яёй (реконструкция), Сага.

Самые ранние археологические находки периода Яёй были обнаружены на севере острова Кюсю. Впоследствии культура Яёй быстро распространилась на главном японском острове Хонсю.
Начало периода Яёй ознаменовалось приходом на Японские острова новой культуры, как полагают, континентального происхождения. Её особенностями были заливное рисосеяние, использование гончарного круга и ткацкого станка, обработка металлов (меди, бронзы и железа) и строительство защищенных городищ.
Согласно одной из теорий, начало эпохи Яёй напрямую связано с конфликтом империи Хань с государством Кочосон и его поражением и уничтожением в 108 году до н. э., в результате чего образовался массовый поток переселенцев в Японию материковых жителей и отступающих войск, не пожелавших признать власть Хань.
Также на протяжении всего владычества Хань южная оконечность острова Хонсю стала убежищем для всех недовольных властью Хань на континенте, центром антиханьского движения и, вероятно, оказала большую роль в образовании трёх государств, которые хоть и принято называть корейскими, но по сути на тот момент отдельных корейского и японского этносов не существовало. 

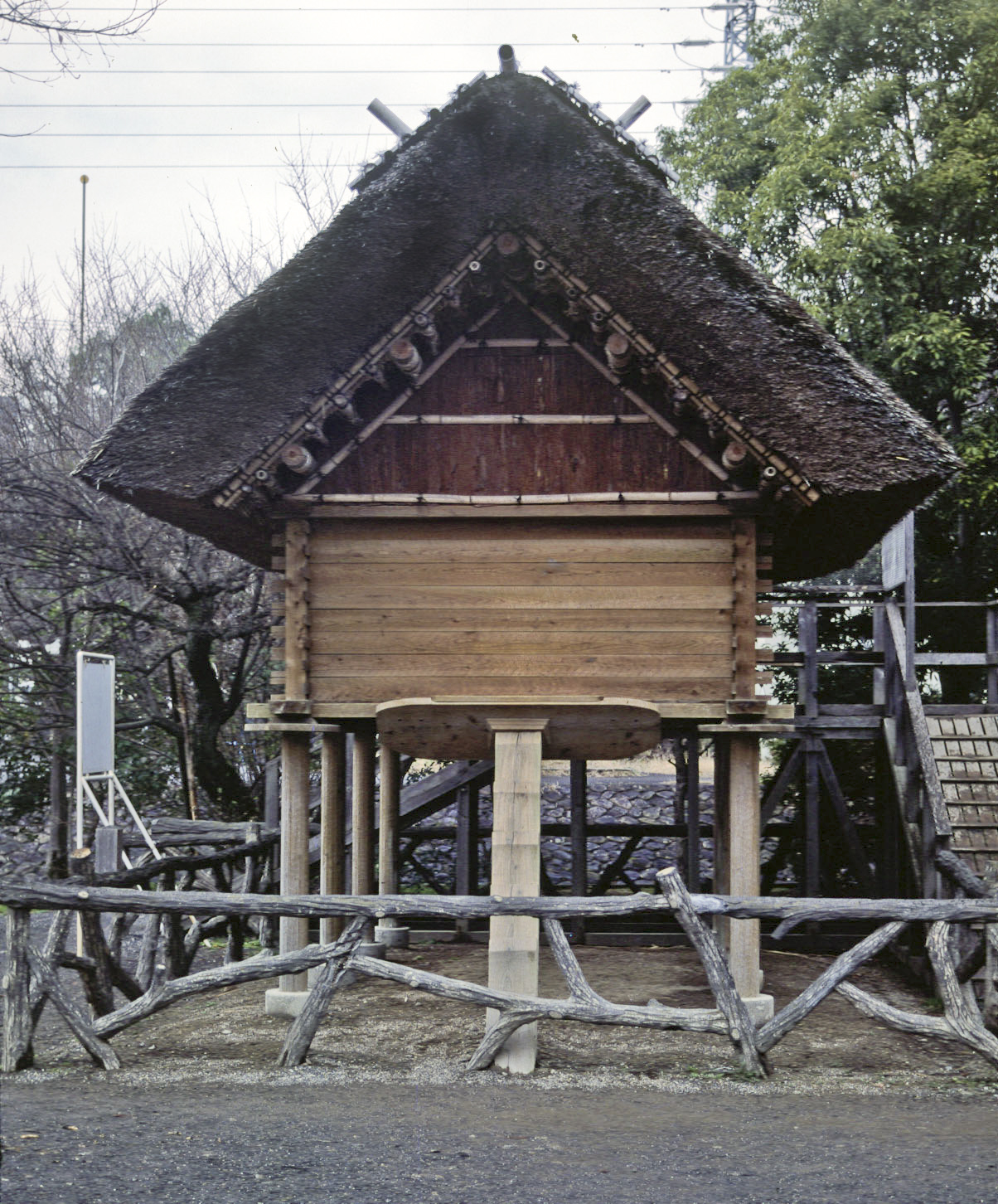
Реконструкция амбара периода Яёй

Самые ранние стоянки культуры Яёй найдены в Западной Японии на островах Кюсю и Хонсю. Классический пример — городище Ёсиногари (совр. префектура Сага). Археологи находят много укрепленных поселений с богатым археологическим материалом — керамическая посуда, бронзовые ритуальные изделия (украшения и колокольчики дотаку) и разнообразное металлическое оружие (мечи, наконечники стрел, наконечники гэ и копий). Историки считают, что перераспределение прибавочного продукта, полученного благодаря высоким для первобытного общества урожаям риса, привело к социальной стратификации Японского архипелага. Среди общинников выделились богатые слои шаманов и военных. Появились первые рабы.
Преимущества нового способа хозяйствования над присваивающей экономикой периода Дзёмон дали возможность культуре Яёй в течение I в. до н. э. — III в. н. э. распространиться далеко на север-северо- восток Японских островов (совр. префектура Аомори). Население Кюсю, Хонсю и Сикоку резко увеличилось. Формирование управляющей прослойки в общинах и рост прибавочного продукта дали начало невиданным в предыдущий период военным конфликтам. Анализ погребений во второй половине этого периода на всей территории распространения культуры Яёй показывает стремительный рост случаев насильственной смерти, что свидетельствует о высокой социальной напряженности в это время.

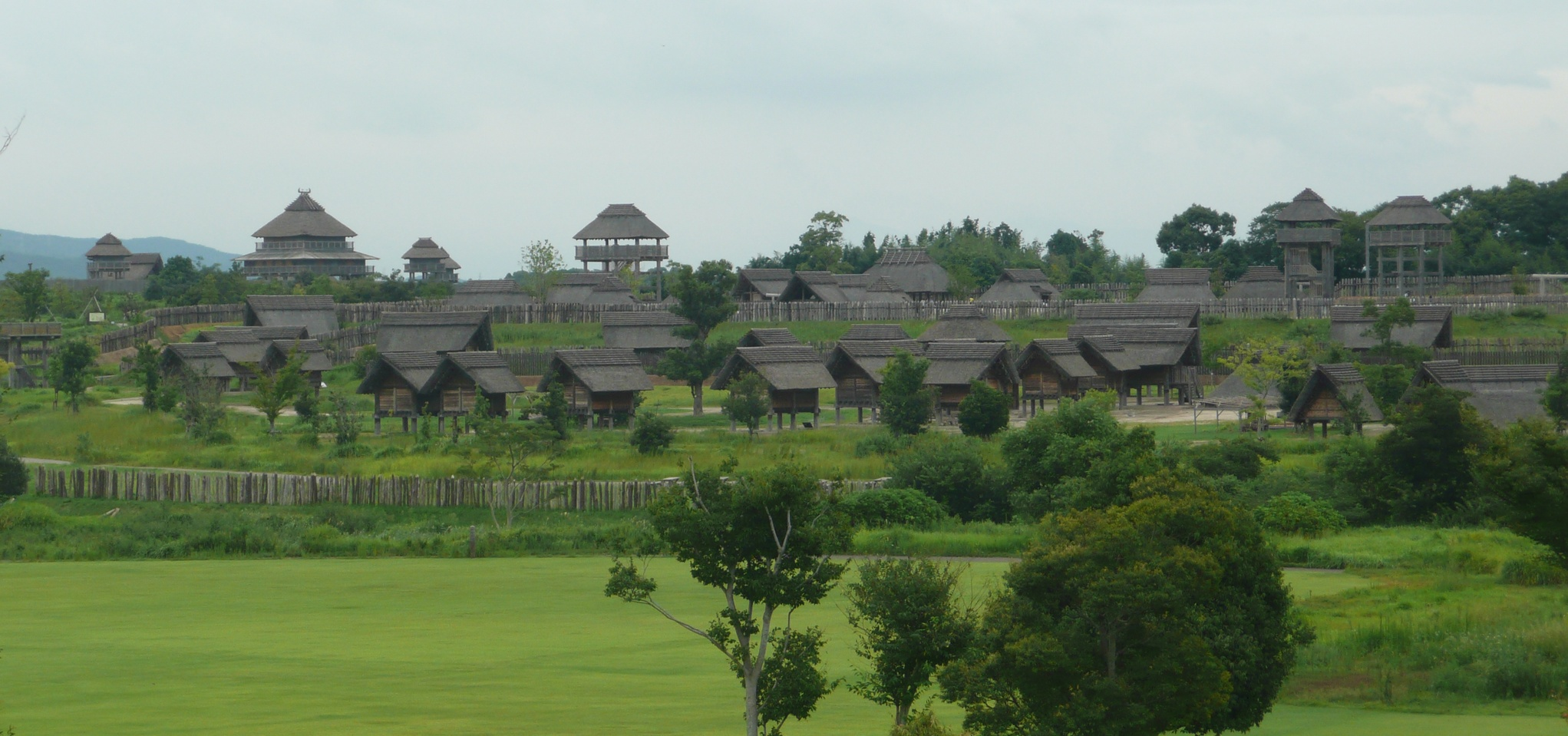
Реконструкция деревни периода Яёй в Йосиногари, префектура Сага, Кюсю

Имеющиеся археологические свидетельства подтверждают, что в этот период в Японии вспыхнули частые конфликты между различными поселениями, поскольку многие населённые пункты обносились рвами с водой или строились на вершинах холмов. На городище в Ёсиногари были обнаружены захороненные человеческие кости, среди которых не было черепа, а по всей прибрежной зоне внутреннего моря в могилах часто находят наконечники стрел.
Войны дали толчок созданию «коалиций» общин, которые со временем развились в протогосударственные образования. Одним из таких образований была «страна Яматай» во главе с женщиной-ваном — правительницей-шаманкой Химико.
В силу отдаленности, различия в природных условиях и других причин Окинава и Хоккайдо почти не подверглись влиянию культуры Яёй. Там продолжали существовать пост-дзёмоновские традиции, которые заложили основы социальной жизни рюкюсцев и айнов. Соответственно, периодизация истории этих двух островных регионов не совпадает с периодизацией истории «центральных земель» (собственно Японии).

## Происхождение народа Яёй
Относительно происхождения народа Яёй существует две различные точки зрения. Одна из них гласит, что культура, которую принято называть «культурой Яёй», занесена в Японию в результате миграций с Корейского полуострова и территории современного Китая. Другая точка зрения состоит в том, что она была самостоятельно развита жителями Японских островов, которые при этом импортировали ряд «ноу-хау» с азиатского континента. Западные исследователи придерживаются в целом «миграционных» теорий, в то время как японские учёные в большинстве популяризуют «автохтонные» концепции.
Тем не менее некоторые японские ученые также придерживаются «миграционной теории». По их оценкам общее число переселенцев с начала периода Яёй (III в. до н. э. — III в. н. э.) до VIII в. оценивается в 1 200 000 человек (местное население на начало Яёй составляло, видимо, около 1 миллиона человек). При этом общее население Японии VIII в. оценивается ими в 5 600 000 человек.
Исследование захоронений периодов Дзёмон и Яёй свидетельствует о том, что народы Дзёмон и Яёй существенно отличались друг от друга. Люди народа Дзёмон, как правило, были ниже ростом с относительно более длинными предплечьями и нижними конечностями, с более крупными глазами, короткими и широкими лицами, с намного более выраженными чертами лиц, в частности, с более выраженными носами. Представители народа Яёй были выше ростом, с близко посаженными глазами, узкими лицами и плоскими носами. Большинство скелетов периода Кофун, обнаруженных археологами, за исключением скелетов айну и жителей Окинавы, напоминают по строению скелеты современных японцев. Отсюда делается вывод, что современные японцы являются потомками азиатских иммигрантов, смешавшихся с коренными жителями островов, тогда как айны являются относительно чистыми потомками народа Дзёмон.
С развитием методов генетической генеалогии в последние годы появляется все больше археологических доказательств генетических связей жителей Западной Японии с населением восточной части Китая. В период с 1996 по 1999 год, команда во главе с Сатоси Ямагути, научным сотрудником Национального научного музея Японии, сравнивала останки людей народа Яёй, найденные в западнояпонских префектурах Ямагути и Фукуока, с останками людей того же времени из прибрежной китайской провинции Цзянсу и нашла между ними много общего. ДНК-тесты, проведенные в 1999 году, подтверждают теорию о том, что народ Яёй происходил из района к югу от Янцзы.
Вместе с тем некоторые исследователи пришли к выводу, что имело место также значительное влияние Кореи. Хадсон приводит такие археологические доказательства, как огражденные валами рисовые поля, новые виды шлифованных каменных орудий труда, деревянные сельскохозяйственные орудия, железные инструменты, технологии ткачества, керамические горшки для хранения продуктов, одомашненные свиньи, ритуалы Jawbone и другие свидетельства. Поток мигрантов через Корейский полуостров был особенно сильным, поскольку культура Яёй зародилась на северном побережье Кюсю, где Япония ближе всего к Корее. Найденная при раскопках керамика Яёй, курганы и технологии хранения продуктов питания очень похожи на керамику южной Кореи данного периода, но отличается от керамики Дзёмон.
Ряд ученых настаивают, что быстрый рост населения Японии примерно до четырёх миллионов человек при переходе от Дзёмон к Яёй не может быть объяснен одной лишь миграцией. Они приписывают стремительный рост населения на островах в первую очередь переходом от охоты и собирательства к сельскому хозяйству с введением в первую очередь рисоводства. По их мнению, именно культивирование риса обеспечило такой массовый рост населения. Независимо от этих соображений, имеются археологические доказательства того, свидетельствующие в пользу версии о притоке фермеров с континента в Японию, который поглотил или вытеснил местное население, состоявшее из охотников и собирателей. Это проявляется в том, что многие найденные в этот период вещи новые для культуры Дзёмон и при этом имеют явно корейское происхождение, включая бронзовые предметы, способы ткачества, стеклянные бусы, стили инструментов и строительства домов.
Несмотря на все внешние влияния, культура и керамика Яей ясно демонстрирует преемственность с керамикой Дзёмон. Далее, люди Яей жили в однотипных с Дзёмон землянках или круглых домах. Другими примерами преемственности Яей с Дзёмон являются каменное охотничье оружие, костяные орудия для рыбной ловли, браслеты из раковин и применение лака для украшения сосудов, оружия и различных предметов быта.

## Свидетельства китайских и японских исторических источников

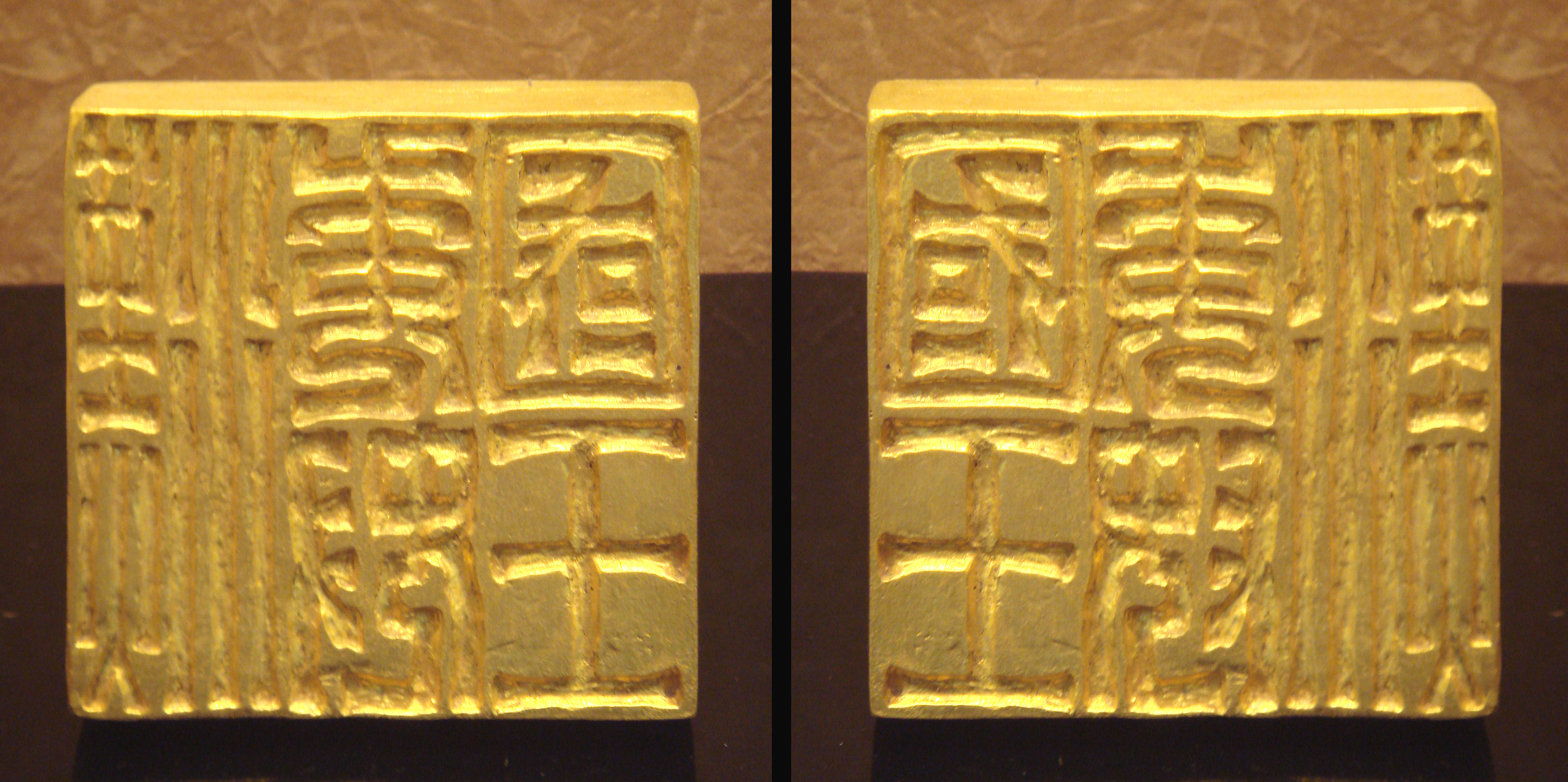
Золотая печать, которая, как считается, была подарена "царю Ва" китайским императором Гуан У-ди в 57 году нашей эры. Надпись гласит «Ханьский ван японской страны На» (漢委奴國王)

Самые ранние письменные сведения о жителях Японского архипелага датируются 57 г. н. э. и даны в «Истории династии Поздняя Хань» (後漢書). Там упоминается, что правитель японской страны На получил от императора золотую печать. Следующее упоминание о японцах 275 г. приводится в «Хрониках Вэй» (魏志), часть «Предание о людях ва», где описываются 30 стран Японского архипелага и «страна Яматай», которая в правление Химико стала вассалом Китая. Согласно китаецентрическому пониманию взаимоотношений с соседями, китайцы создали для японцев унизительное название «люди ва» (倭人 — «карлики»), которым в течение тысячелетия они называли жителей Японии.
Историки раннего Китая описывают земли Ва как сообщество сотен разрозненных племенных общин, между которыми шли невиданные в прошлом периоде военные конфликты. Такая же раздробленность и ожесточенные междоусобные войны описываются и в японском источнике «Нихонги», частично мифологическом, частично историческом произведении VIII в., описывающем историю Японии с 660 г. до н.э.
По свидетельствам китайских источников III в., люди Ва питались сырой рыбой, овощами и рисом, подавая их на бамбуковых подносах (такие подносы изготавливались и из других пород деревьев), хлопали в ладоши во время религиозных обрядов ( этот обычай в Японии дошёл до нашего времени ) и сооружали земляные оборонительные валы вокруг селений. В обществе людей Ва того времени поддерживались отношения вассал-сюзерен, был организован сбор налогов, созданы хранилища зерна и рынки. Люди Ва также носили траур по усопшим.

## Палеогенетика
У представителей среднего Яёй определили митохондриальные гаплогруппы D4b2b1 (образцы DH-S01 (2306—2238 л. н.) и DH-A), D4b2a1 (образец HN-SJ002) и B4b1a1a (образец HN-SJ001). Согласно анализу многомерного шкалирования, митохондриальные геномы индивидов среднего Яёй группируются с митогеномами современного населения Японских островов. У образца периода Яёй Yayoi_2 (2001—1931 л. н.) определили митохондриальную гаплогруппу B5a2a1b и Y-хромосомную гаплогруппу O. У образца Yayoi_1 определили митохондриальную гаплогруппу M7a1a4.

## Значение
Социальные и культурные последствия данного периода были колоссальны. В период Яёй японское общество пережило «хозяйственную революцию», связанную с переходом от присваивающего хозяйства - от охоты и собирательства к производящему хозяйству - растениеводству и от каменных орудий к использованию металлов. Считается, что в результате роста прибавочного продукта население Японии увеличилось в 3-4 раза, произошла социальная стратификация и начали формироваться основы японской государственности. Последняя будет реализована в эпоху курганов в федеративном образовании Ямато.